# 쇼트 엠파이어 비행정
쇼트 엠파이어(Short Empire) 비행정은 영국의 쇼트 브라더스(Short Brothers) 사에 의해 제작된 4발의 중거리 비행정으로 1930년대에 증대되는 민간 항공산업에서의 요구를 받아들여 만들어져 영국과 그 식민지간의 주요 항공노선에 투입되었다. 쇼트 엠파이어는 제 2차세계대전에서 운용된 쇼트 선더랜드(Short Sunderland) 초계용 비행정과 함께 개발, 제작되었으며 후일에는 피기-백(piggy-back) 형태로 운영되는 쇼트 메이요-콤포시트(Short Mayo-composite)가 쇼트 엠파이어 기반으로 제작되었다.
쇼트 엠파이어 비행정의 개발은 항공기의 주요 고객이었던 제국항공의 요구사항에 맞추어 설계되었으며 이후 제국항공과 그 후신인 BOAC, 콴타스. TEAL에 의해 상업노선에 운용되었다. 개발된 이후에는 영국 본토와 오스트레일리아, 그리고 아시아와 아프리카의 식민지 노선에 투입되었으며 일부는 버뮤다와 뉴욕 간 노선에 투입되었다.
엠파이어 비행정은 제 2차 세계대전 당시 영국 공군에 의해 대잠 초계와 수송기로 운용되기도 하였다.

## 설계
1930년대에 항공여행에 대한 수요는 빠르게 증가하고 있었고 영국의 항공사인 제국항공은 새로운 기술을 받아들이려 하고 있었다. 항공사의 기술자문인 로버트 호바트 메이요(Robert Hobart Mayo)는 전 세계에서 여객과 화물운송을 할 항공기에 대한 시방서를 작성하였다. 이 시방서에 따르면 요구되는 성능은 24인을 태울 수 있는 안락한 좌석과 화물이나 항공우편을 적재할 화물칸, 그리고 시속 170마일의 속도로 순항하여 최소 700마일의 항속거리를 가질 것을 요구하고 있었다. 시방서에는 북대서양 항로를 운항하기 위해 2000마일까지도 항속거리를 가질 것에 대해 규정하고 있었다. 이 당시에 이 정도의 성능을 낼 수 있는 육상 항공기의 제작은 어렵다고 판단되었기에 비행정으로 제작할 것을 요구하고 있었다.
사업 초기부터 영국 공군과 제국항공에 대형 비행정들을 납품해 온 쇼트 브라더스 사가 이 사업에 있어서 요구조건을 만족시키는 선두주자가 될 것으로 보였다. 그러나 쇼트 브라더스 사는 시제기를 제작하지 않고 바로 설계에서 양산에 돌입하는 것에 대해 머뭇거리며 제국항공에 시제기를 제작할 시간을 요구했으나 이는 제국항공에 의해 거부되었다. 1935년에 제국항공은 아직까지 설계도 되지 않은 비행정을 28대 발주하였는데 이는 언론에 의해 ‘’‘세계에서 가장 대담한 항공분야의 도전 중 하나’‘’로 보도되었다.
아서 조지(Arthur George)가 이끄는 팀이 엠파이어 설계에 들어갔다. 주익의 위치는 프로펠러 끝과 수면 사이의 공간을 확보하기 위해 고익기로 하여 동체의 툭 튀어나온 윗부분에 장착할 것이 제안되었는데 이는 동체의 높이를 증가시키고 초기 시방서에 제시된 용적보다 커지는 것이었지만 대신 좀 더 가볍고 강한 주익의 외팔보구조를 보장하는 것이었다. 한편 쇼트 사가 비행정에 사용해 온 비행정 바닥의 설계는 18톤급의 기체에서 예상보다 심한 항력을 발생시킬 것임이 수조실험에서 드러나 수정되었다. 기본 항공역학적 설계는 엠파이어 비행정보다 보다 작은 쇼트 시온 시니어(Short Scion Senior)수상기의 설계에 기반하였다.
이 항공기의 개발 전까지 영국의 항공산업계는 이런 크기와 복잡도를 가진 항공기를 제작해 본 적이 없었으며 이 항공기의 개발에는 여러 신기술들이 난점을 극복하기 위해 도입되었다. 쇼트 사는 주익의 가로날개뼈대에 사용될 T자형 히드미늄을 제작하기 위해 새로운 공작기계를 개발해야 했으며 가우지 플랩(Gouge flap)이라고 이름붙여진 플랩은 항력은 크게 증가시키지 않으면서도 주익의 면적을 증가시킬 수 있었다.

## 운용자

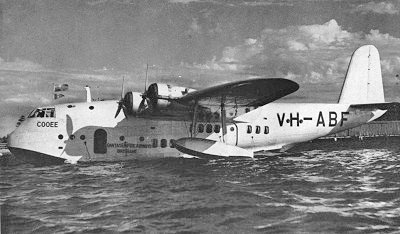
쇼트 s23 엠파이어 비행정 쿠이의 모습.

### 민간 운용자
- 콴타스 항공
- 제국항공
- 영국해외항공

### 군사적 운용자
오스트레일리아
- 오스트레일리아 공군
  - No. 11 Squadron RAAF
  - No. 13 Squadron RAAF
  - No. 20 Squadron RAAF
  - No. 33 Squadron RAAF
  - No. 41 Squadron RAAF

 영국
- 영국 공군
  - No. 119 Squadron RAF